# Мильчин, Абрам Пейсахович
Абрам Пейсахович (Абрам-Янкель Юдка-Пейсахович, Ян Пейсахович, Абрам Петрович) Мильчин (9 ноября 1912, Бобруйск, Минская губерния — 11 октября 1994, Хабаровск) — советский скульптор.

## Биография
Родился в семье музыканта, рано осиротел и воспитывался в детском доме в районе Бобруйска. С 1930 по 1932 год учился в ФЗО мебельного профиля. В 1933 году, окончив Бобруйский рабфак, переехал в Биробиджан, где поступил в педагогический техникум, работал художником в БирГОСЕТе, иллюстратором в газете «Биробиджанер штерн».
В 1937 году получил направление на учёбу во Всесоюзную образцовую изостудию ВЦСПС, возглавляемую скульптором Верой Мухиной. По её рекомендации через два года, в 1939 году поступил в Московский государственный институт изобразительных искусств.
Участник Великой Отечественной войны, призван в 1942 года, служил топографом в 921 артиллерийском полку 354 стрелковой дивизии Белорусского фронта, демобилизовавшись вернулся в Биробиджан.
В 1947 года по приглашению председателя правления Хабаровского отделения Союза художников переезжает на работу в Хабаровск.

Памятник Ерофею Хабарову в Хабаровске

Автор памятника Ерофею Хабарову в городе его имени — Хабаровске.
Выполнил барельеф еврейского писателя Шолом-Алейхема для областной научной библиотеки, скульптуру «Семен Дежнёв», скульптурные портреты Сергея Лазо, учёного садовода-мичуринца А. М. Лукашова, эскизы памятников Блюхеру для площади его имени и Аркадию Гайдару для детского парка в г. Хабаровске, скульптуры Зои Космодемьянской для железнодорожной школы в г. Уссурийске, Героя Советского Союза Евгения Дикопольцева и др.
В 1970-е годы был исключён из членов Союза художников. В 1986 году Мильчин обратился в Хабаровскую организацию с просьбой о восстановлении его членства, однако при жизни скульптора этот вопрос решён не был.
Скончался в 1994 году в Хабаровске, после того, как его сбил грузовик около художественных мастерских на ул. Промышленной. Похоронен на Центральном кладбище Хабаровска, на памятнике высечены слова из его записной книжки: «…Ничего я в землю не унес, что на земле живым принадлежало…».

## Личная жизнь
жена — Нина Лазаревна Герцвольф, учитель русского языка

## Память
На доме, где жил А. П. Мильчин в Хабаровске, ул. Пушкина, д. 64, установлена мемориальная доска (автор Э. Д. Маловинский).